# Alissa Georgijewna Koonen

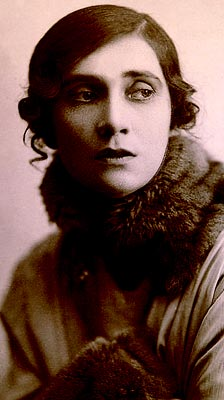
Alissa Koonen

Alissa Georgijewna Koonen (russisch Али́са Гео́ргиевна Ко́онен, auch Alice Coonen; * 5. Oktoberjul. / 17. Oktober 1889greg. in Moskau; † 20. August 1974 ebenda) war eine russische Schauspielerin und die Frau des Regisseurs Alexander Jakowlewitsch Tairow.
Koonen wuchs in Moskau in einer aus Belgien stammenden Familie auf. Bereits als 16-Jährige hatte sie Kontakt zum Tschechow-Kunsttheater Moskau und arbeitete mit Konstantin Sergejewitsch Stanislawski. Als 19-Jährige spielte sie  erstmals eine Hauptrolle als Mytyl in dem Stück L'Oiseau bleu (1908) von Maurice Maeterlinck. Außerdem spielte sie die Mascha in Leo Tolstois Der lebende Leichnam und die Anitra in Ibsens Peer Gynt.

## Ehrungen
- Orden des Roten Banners der Arbeit (1954)
- Volkskünstler der RSFSR (1935)